# Ciszta
A ciszta kötőszövetes tokkal körülvett, folyadékkal (víz, vér, váladék, vizelet, emésztőnedv) vagy gázzal töltött, néha kóros, zsákszerű testüreg, melyet tömlőnek is neveznek. 
A görög kystis = hólyag, tömlő szóból származik. A ciszták daganatra hasonlító elváltozások a test különböző részein. Nagyon sok típusuk van. Általában jóindulatúak (benignus), ritkábban rosszindulatúak (malignus). Ciszták leggyakrabban bőrön és a nemi szervekben keletkeznek.

## Cisztaformák

### Bőrciszta
Bőrciszták – faggyúciszták vagy kásadaganatok – létrejöttének az oka, hogy a bőr faggyúmirigyei eltömődnek. Ezek a fájdalmatlan csomók idővel megnőnek, és sűrű folyadék tölti ki őket. Ha túl nagy méretűek lesznek, el kell őket távolítani, mert zavaróvá válhatnak, illetve elfertőződhetnek.

### Petefészekciszta
A petefészekciszták többsége jóindulatú (azaz nem rákos), és sok esetben maguktól, kezelés nélkül elmúlnak. Néha azonban egy-egy ciszta igen nagyra megnőhet, s ilyenkor műtéttel kell eltávolítani. A petefészekcisztáknak nincs jellegzetes saját tünetük, de kihatással lehetnek a menstruációra. Fájdalmas, erős vérzést okozhatnak, esetleg a menstruáció teljes elmaradását. A nagy ciszták fájdalmassá tehetik a közösülést, vagy hasi fájdalmat okozhatnak. A petefészekcisztákkal összefüggésben néha endometriózis alakul ki. Ilyenkor a cisztákat barna folyadék tölti ki („csokoládéciszták”).

### Hereciszta
A ciszta nem magában a herében, hanem az azt felülről borító mellékherében alakul ki. Igen gyakori, főleg a 40 évnél idősebb férfiaknál. Beavatkozást nem igényel, csak ha zavaróvá válik – ilyenkor műtétileg eltávolítható.

## Kialakulása
Egyes mirigyek kivezető nyílásainak elzáródásakor alakul ki, mivel a váladék nem tud elfolyni, felgyülemlik a mirigy üregében, amelynek belső falát tágítja, eközben egyre nagyobb nyomás keletkezik. A nagy nyomás hatására a mirigy működése is leállhat, de előfordul, hogy az elzáródás megszűnik és a ciszta kiürül, melyet újabb elzáródás követhet. Gyakran nem okoznak zavart, ilyenkor eltávolításuk nem szükséges. Rosszindulatúvá válás, vagy a környező szövetek, szervek nyomása miatt azonban eltávolítása elkerülhetetlenné válhat.